# Подборовье (Самойловское сельское поселение)
Подборо́вье — деревня в Самойловском сельском поселении Бокситогорского района Ленинградской области.

## История
ПОДБОРОВЬЕ — деревня Плутинского общества, прихода Озерского погоста. Река Тихвинка.

Крестьянских дворов — 29. Строений — 40, в том числе жилых — 37. Жители занимаются рубкой, возкой и сплавом леса. 

Число жителей деревни по семейным спискам 1879 г.: 66 м. п., 96 ж. п.; по приходским сведениям 1879 г.: 82 м. п., 102 ж. п.

В конце XIX — начале XX века деревня административно относилась к Деревской волости 5-го земского участка 3-го стана Тихвинского уезда Новгородской губернии.

ПОДБОРОВЬЕ — деревня Плутинского общества, число дворов — 52, число домов — 63, число жителей: 145 м. п., 146 ж. п.; Занятия жителей: земледелие. Река Тихвинка. Хлебозапасный магазин, хлебная и мануфактурная лавки, земская школа. (1910 год)

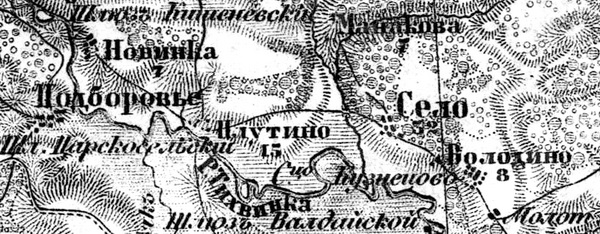
Деревня Подборовье на карте 1917 года

С 1917 по 1918 год деревня входила в состав Деревской волости Тихвинского уезда Новгородской губернии.
С 1918 года, в составе Череповецкой губернии.
С 1924 года, в составе Пикалёвской волости.
С 1927 года, в составе Окуловского сельсовета Пикалёвского района.
В 1928 году население деревни составляло 256 человек.
С 1932 года, в составе Ефимовского района.
По данным 1933 года деревня Подборовье входила в состав Окуловского сельсовета Ефимовского района.
С 1952 года, в составе Бокситогорского района.
С 1963 года, вновь в составе Ефимовского района.
С 1965 года вновь в составе Бокситогорского района. В 1965 году население деревни составляло 58 человек.
По данным 1966 и 1973 годов деревня Подборовье также входила в состав Окуловского сельсовета Бокситогорского района.
По данным 1990 года деревня Подборовье входила в состав Самойловского сельсовета.
В 1997 и 2002 годах в деревне Подборовье Самойловской волости постоянного населения не было.
В 2007 году в деревне Подборовье Самойловского СП проживал 1 человек, в 2010 году — постоянного населения не было.

## География
Деревня расположена в северо-западной части района на автодороге 41К-035 (Большой Двор — Самойлово).
Расстояние до административного центра поселения — 18 км.
Расстояние до ближайшей железнодорожной станции Пикалёво на линии Волховстрой I — Вологда — 20 км.
Деревня находится на левом берегу реки Тихвинки.

## Демография
| 1997 | 2002 | 2007 | 2010 | 2017 |
| ---- | ---- | ---- | ---- | ---- |
| 0    | →0   | ↗1   | ↘0   | ↗11  |